# 로드리고 가르시아
로드리고 가르시아(Rodrigo García, 1959년 8월 24일 ~ )는 콜롬비아의 영화 각본가, 영화 감독이다. 노벨 문학상을 수상한 콜롬비아의 작가인 가브리엘 가르시아 마르케스의 아들이기도 하다.

## 주요 작품
- 《지아》 (1998년, 촬영 담당)
- 《나인 라이브즈》 (2005년, 감독 담당)